# Pannes (Meurthe-et-Moselle)
Pannes é uma comuna francesa na região administrativa de Grande Leste, no departamento de Meurthe-et-Moselle. Estende-se por uma área de 8,37 km². Em 2010 a comuna tinha 185 habitantes (densidade: 22,1 hab./km²).